# Spoedeisende medische hulpverlening

De Star of Life is een veelgebruikt symbool voor spoedeisende medische hulpverlening.

Spoedeisende medische hulpverlening (SMH) verwijst naar het verstrekken van medische verzorging aan slachtoffers en patiënten met een plots ontstane of verergerende ziekte, letsel of andere aandoening, die al dan niet levensbedreigend is, en aan wie die hulp onmiddellijk of zo snel mogelijk moet verstrekt worden om de kans op overlijden of ernstige gezondheidsschade te voorkomen of beperken. Spoedeisende medische hulpverlening wordt in veel landen geleverd door een stelsel of keten die uit verschillende hulpverleners, diensten of organisaties bestaat, die elk hun eigen taken en verantwoordelijkheden hebben binnen dat stelsel of die keten. Diensten of organisaties die in de meeste landen een cruciaal aandeel hebben in deze keten zijn met name meldkamers, ambulancediensten en ziekenhuizen.
Afhankelijk van het land in kwestie kunnen er andere gangbare termen bestaan voor spoedeisende medische hulpverlening, zoals dringende medische hulpverlening of prehospitaalzorg. Laatstgenoemde term verwijst dan naar de hulpverlening die plaatsvindt voorafgaand aan de opvang in het ziekenhuis. Als de spoedeisende medische hulpverlening in een breder kader geplaatst wordt samen met andere onderdelen van de gezondheidszorg die zich richten op niet-geplande hulpvragen, al dan niet voor minder ernstige gezondheidsproblemen, kan er ook gesproken worden van acute zorg, spoedzorg of ongeplande zorg.

## België
In België wordt deze vorm van hulpverlening georganiseerd onder de naam 'Dringende Geneeskundige Hulpverlening', afgekort als DGH. Het is de Belgische federale Staat die via de FOD Volksgezondheid instaat voor de organisatie, de werking en de financiering van de DGH. De DGH werkt als een keten met als belangrijkste schakels:
- De noodcentrales 112, die de medische noodoproepen aannemen en de nodige diensten uitsturen,
- De diensten die worden ingezet voor hulp aan en transport van de patiënten, zijnde de ambulance-, PIT- en MUG-diensten,
- De spoedgevallendiensten van de ziekenhuizen, die de getransporteerde patiënten opvangen en verder verzorgen.

Bij grootschalige incidenten waarbij het Medisch Interventieplan wordt afgekondigd, komt naast de bovenstaande diensten ook het Rode Kruis in actie. Eenieder kan een beroep doen op de DGH door een telefoonoproep naar een uniform noodnummer. Dit is het Europese noodnummer 112 of het oude nationale noodnummer 100. Hoewel het oude nationale noodnummer 100 niet meer wordt gepromoot, wordt de DGH in de volksmond omwille van dit nummer vaak nog 'de honderd' genoemd.
In het kader van het Belgische beheer van noodsituaties vormt de medische hulpverlening samen met de bescherming van de volksgezondheid en de psychosociale hulpverlening de zogenaamde 'discipline 2'.

## Nederland
In Nederland verstond men onder spoedeisende medische hulpverlening tot eind de 20e eeuw het geheel aan zorg voor acute patiënten, geboden door de ambulancediensten in opdracht van de Centrale Posten Ambulancevervoer (CPA) en eventueel ondersteund door de Mobiele Medische Teams (MMT), de spoedeisende hulpafdelingen (SEH) van de ziekenhuizen en de traumacentra, en eventueel de huisartsen en huisartsenposten. Sinds de eeuwwisseling spreekt men in Nederland eerder van acute zorg of spoedzorg, waarbij ook zorgaanbieders zoals ggz-instellingen of verloskundigen als deel van de spoedzorgketen worden beschouwd. Om afspraken te maken tussen de aanbieders van verschillende vormen van spoedzorg bestaan er in Nederland zogenaamde ROAZ (Regionaal Overleg Acute Zorgketen), elk geleid door een traumacentrum. Landelijk bestaat het Landelijk Netwerk Acute Zorg (LNAZ) als koepelorganisatie.
In engere zin kan de spoedeisende medische hulpverlening gelijkgesteld worden met de spoedeisende ambulancezorg. Deze zorg omhelst het ontvangen en triëren van meldingen door de Meldkamer Ambulancezorg (MKA), het ter plaatse sturen van ambulances (eventueel aangevuld met een MMT) om patiënten met ernstige gezondheidsproblemen of letsels te verzorgen, en deze zo nodig te vervoeren naar zorginstellingen. In Nederland zijn er 25 Regionale Ambulancevoorzieningen (RAV) die als enige zorgaanbieders ambulancezorg mogen verlenen. Zij zijn daarbij verantwoordelijk voor het volledige proces van melding tot uitvoering.
Bij rampen en crises wordt de medische hulpverlening gecoördineerd door de Geneeskundige Hulpverleningsorganisatie in de Regio (GHOR). Er is een GHOR-bureau in elk van de 25 veiligheidsregio's van Nederland.

## Internationaal
In Engelstalige literatuur gebruikt men voor spoedeisende medische hulpverlening buiten het ziekenhuis veelal termen als emergency medical services (EMS), out-of-hospital emergency care (OHEC) of prehospital care. De Wereldgezondheidsorganisatie heeft in 2018 een referentiekader gepubliceerd dat de essentiële functies van een systeem voor spoedeisende medische hulpverlening omschrijft. Veel ontwikkelingslanden beschikken echter nog niet over dergelijke goed uitgebouwde systemen. Zo kennen zij bijvoorbeeld geen uniform noodnummer, of beschikken ze niet over voldoende opgeleid gezondheidspersoneel.